# Zabihullah Mujahid
Zabihullah Mujahid (en pachto : ذبیح الله مجاهد ; Ẕabīḥullāh Mujāhid) est un érudit musulman, journaliste et homme politique afghan. 
Porte-parole des taliban depuis de nombreuses années, il est l'actuel vice-ministre de l'Information et de la Culture de l'émirat islamique d'Afghanistan.

## Situation personnelle

### Origines
Zabihullah Mujahid est né le 7 février 1978 dans le district de Gardêz (en) de la province de Paktiya.

### Formation
Zabihullah Mujahid reçoit une éducation religieuse de base dans différentes écoles coraniques (madaris) à travers l'Afghanistan. Par la suite, il étudie à la Dar ul-Ulum Haqqaniya d'Akora Khattak au Pakistan, où il se spécialise dans la jurisprudence islamique (fiqh), écrivant plusieurs articles de recherche sur le sujet. 

### Vie personnelle
Il est marié et père de quatre enfants. Sa mère est décédée le 26 septembre 2021. La prière funéraire de cette dernière est la cible d'un attentat terroriste, revendiqué par Daech.  

## Carrière médiatique au sein des taliban
Il s'engage dans la lutte (djihad) à l'âge de 16 ans alors que le mouvement des taliban commence à émerger. Communicant hors pair, il prend rapidement de l'importance au sein de leurs organes médiatiques, écrivant des articles en dari pour un de leurs journaux, puis animant des émissions en pachto et en dari sur leurs ondes. 

### Porte-parole des taliban
Zabihullah Mujahid devient porte-parole des taliban en janvier 2007 à la suite de l'arrestation de Muhammad Hanif (en) par la Direction nationale de la sécurité. 
En tant que porte-parole des taliban, Mujahid se charge de rapporter les revendications du mouvement aux médias afghans et étrangers. Il s'occupe aussi de confirmer ou d'infirmer son implication dans différents attentats qui émaillent l'Afghanistan. Très actif sur Twitter, il y publie des vidéos montrant l'activité des taliban à travers le pays.   

#### Depuis 2017
Le 21 avril 2017, c'est lui qui se charge de revendiquer la très meurtrière attaque de camp Shaheen ayant fait au moins 140 morts dans les rangs du 209e corps (en) de l'armée nationale afghane. Le 21 janvier 2019, il revendique l'attentat de Maidan Shar ayant fait plus d'une centaine de morts dans les rangs de la direction nationale de la sécurité, le service de renseignement de la république islamique d'Afghanistan.  
Le 17 juillet 2021, alors que leur offensive généralisée fait rage, Zabihullah Mujahid s'excuse au nom des taliban pour la mort du photojournaliste indien Danish Siddiqui survenue la veille lors d'un affrontement avec les Forces de sécurité nationales afghanes (en) à Spin Boldak. Il demande également à ce qu'à l'avenir les journalistes informent les taliban de leur présence avant d'entrer dans une zone de guerre afin que ces derniers puissent « prendre soin de ces individus particuliers ». 
Zabihullah Mujahid fait sa première apparition publique lors d'une conférence de presse organisée à Kaboul le 17 août 2021, soit le surlendemain de la prise de la ville par les taliban. Accompagné de son interprète Abdul Qahar Balkhi (en), il répond en dari et en pachto aux nombreuses questions des journalistes du monde entier venus pour l'occasion.
Le 7 septembre 2021, il est nommé vice-ministre de l'Information et de la Culture, après avoir été le ministre titulaire pendant les trois semaines précédentes,. 
Réagissant à la crise humanitaire provoquée par l'arrêt de l'aide internationale et le gel des avoirs afghans par l'administration Biden, Zabihullah Mujahid déclare à CBS News : « D'un côté, ils disent qu'un million d'enfants mourront, mais de l'autre, les États-Unis retiennent notre argent. Les États-Unis devraient débloquer notre argent afin que nous puissions sauver plus d'enfants ».

#### Identité contestée avant 2021
Début 2009, CNN réalise une interview d'un homme se faisant passer pour Zabihullah Mujahid et apparaissant de dos face à la caméra. Nic Robertson (en), le reporter chargé de l'interview, le décrit comme un homme de « près de 30 ans, barbu et mesurant un peu plus d'un mètre quatre-vingts ». Peu de temps après la diffusion de l'interview, en mai 2009, Zabihullah Mujahid contacte des journalistes occidentaux pour leur dire que l'homme apparu à la télévision est un imposteur. À la suite de cela, un analyste du renseignement cité par le New York Times affirme que l'homme apparu à la télévision n'est pas un imposteur mais l'un des nombreux individus autorisés à utiliser l'identité de Zabihullah Mujahid qui aurait ensuite été désavoué par ses supérieurs hiérarchiques en raison de sa piètre performance. Il soutient sa théorie en déclarant qu'« il est impossible que Zabiullah Mujahid puisse être une seule personne... Personne ne pourrait prendre autant d'appels des médias ». 
En 2011, des responsables du renseignement militaire américain affirment à leur tour que Zabihullah Mujahid n'est pas un seul individu mais un personnage dont le nom est utilisé par plusieurs porte-paroles taliban. Cette affirmation est cependant contredite par de nombreux journalistes qui assurent reconnaître sa voix et être en contact avec la même personne depuis plusieurs années. 
Dans un entretien accordé à l'Express Tribune publié le 12 septembre 2021, Zabihullah Mujahid revient sur ces rumeurs, en déclarant notamment : « Ils (les États-Unis et les forces armées afghanes) pensaient que je n'existais pas », avant d'ajouter : « j'ai échappé tellement de fois à leurs raids et leurs tentatives pour me capturer qu’ils ont sérieusement pensé que "Zabiullah" était une figure inventée, pas un vrai homme qui existe ».